# Tai Mo Shan
Tai Mo Shan (chinois : 大帽山 ; cantonais Jyutping : daai6 mou6 saan1, signifiant « montagne du Gros Chapeau » ; aussi chinois : 大霧山 ; cantonais Jyutping : daai6 mou6 saan1, signifiant « montagne Brumeuse ») est le point culminant de Hong Kong, avec une altitude de 957 m. Situé approximativement au centre géographique des Nouveaux Territoires, ce pic montagneux et le territoire l'entourant forment un parc public de 14,40 km2 de superficie dans la partie nord du comté de Tai Lam. 

## Géologie
Le Tai Mo Shan est d'origine volcanique et on remarque des nervures d'érosion sur ses pentes, particulièrement visibles après un feu de forêt. Ses pentes sont marquées par des terrasses rocheuses obliques. Les vallées sur ses flancs nord-ouest, ouest et sud contiennent des dépôts de colluvion. Il est couvert de nuages ou de brume la plupart des matins à cause du soulèvement orographique par les vents dominants ce qui en fait l'un des sommets les plus arrosés de Hong Kong.

## Faune et flore
Dans la partie sud-est du parc se trouve une plantation d'arbres qui ne dépasse pas une altitude de 550 mètres à cause des conditions climatiques et de la pente. Seuls des arbustes et de l'herbe sont présents près du sommet. On y trouve des théiers, produisant un thé vert appelé thé de brume ou des nuages, poussant à l'état sauvage et qui sont cueillis par les résidents. La montagne et celles environnante sont souvent le site de feux de broussaille et de forêt et font l'objet d'un programme de prévention. Par exemple, en 1986 on a recensé trente-quatre feux qui ont détruit 282 500 arbres à Shing Mun et Tai Mo Shan sur une superficie de 7,40 km2.
Plusieurs variétés d'oiseaux y nichent, certains serpents et papillons rares s'y reproduisent. On retrouve également des crabes d'eau douce, des sangliers, ainsi que des chiens et chats féraux.

## Utilisation
Le parc est aménagé pour pratiquer la randonnée. Au sommet de la montagne se trouvent des antennes-relais un radar ainsi qu'une station météorologique.
On peut se rendre à Tai Mo Shan en bus de Kowloon.

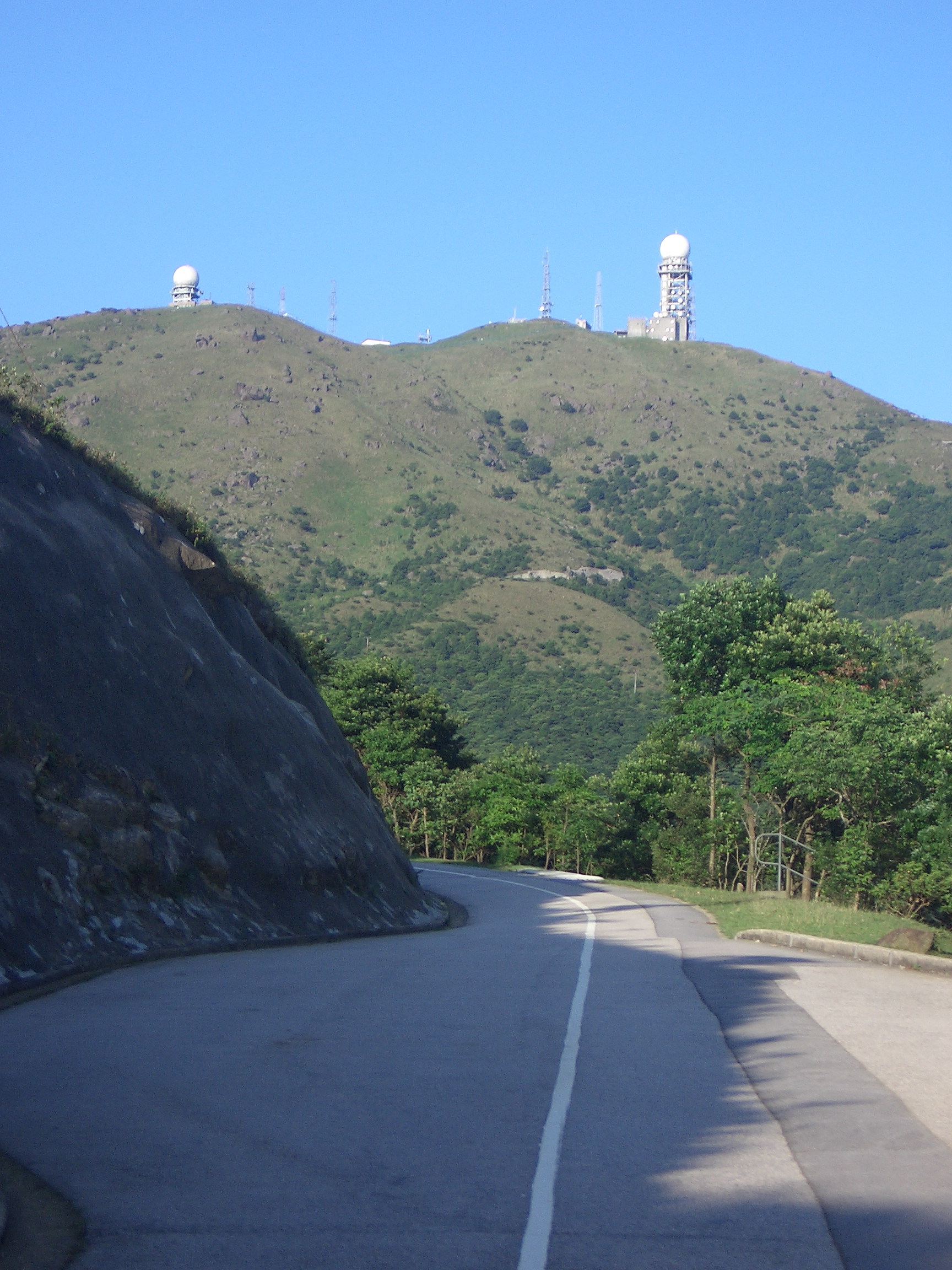
La route Tai Mo Shan et le sommet Tai Mo Shan, au loin, sur lequel se trouvent des tours de télécommunication et un radar météorologique
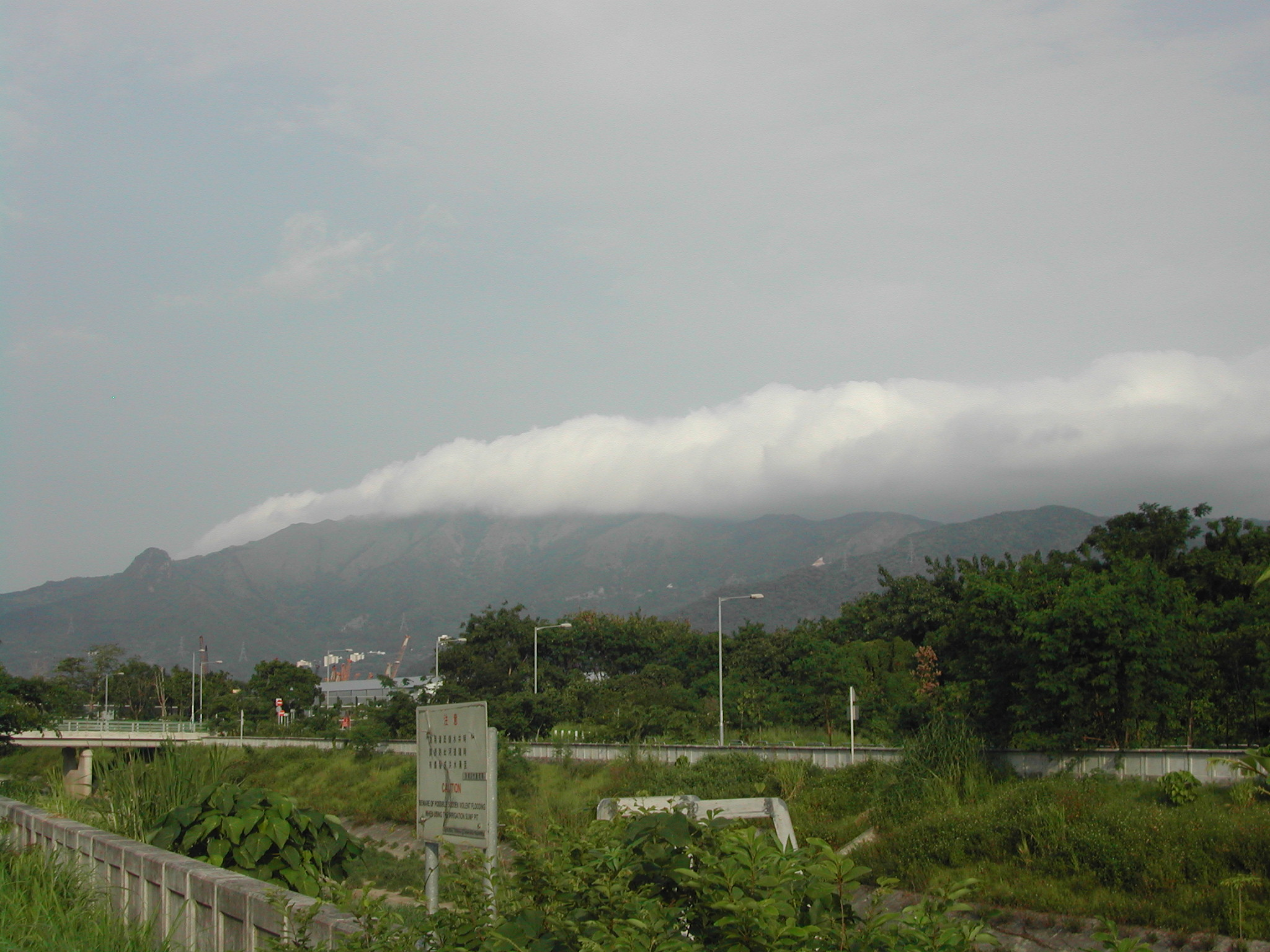
Tai Mo Shan dans les nuages
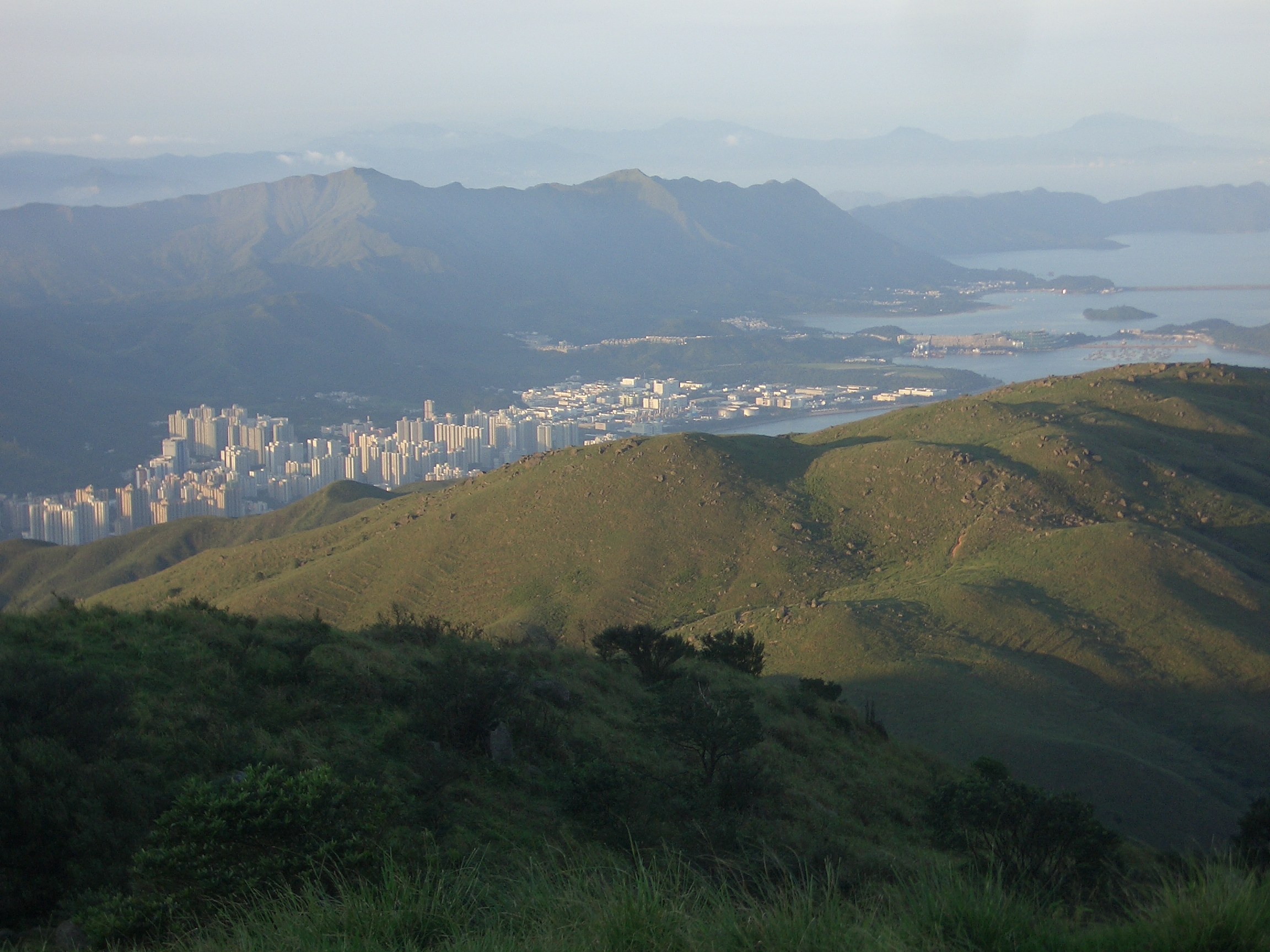
Vue de Hong Kong depuis le sommet de Tai Mo Shan